# Vlado Milunić

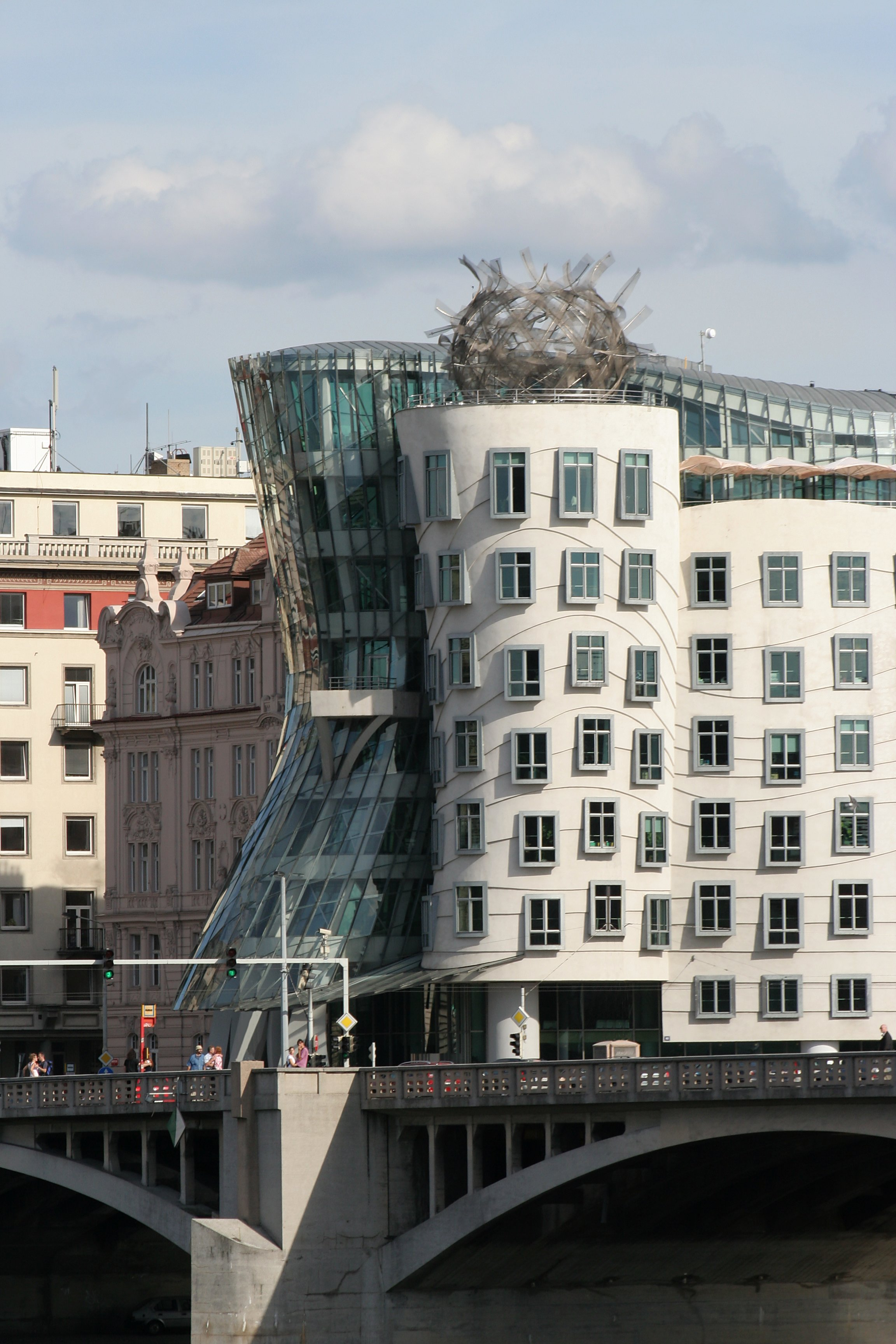
Tańczący dom w Pradze

Vlado Milunić (ur. 3 marca 1941 w Zagrzebiu, zm. 17 września 2022) – czeski architekt chorwackiego pochodzenia zamieszkały w Pradze, często współpracujący z Frankiem Gehrym, razem zaprojektowali Tańczący dom w Pradze.